# 小牧かやの
小牧 かやの（こまき かやの、1965年11月17日 - ）は、日本の元女優。本名同じ。旧芸名は小牧 彩里。
東京都文京区出身。兄がいる。成城学園高校、成城大学卒。1988年、映画『郷愁』でデビュー。アクターズエージェンシーに所属していた。

## 出演

### 映画
- 郷愁（1988年） - 山沖泰子 役 ※主演デビュー作
- 夏のページ（1990年） - のぞみ 役
- 殺人がいっぱい（1991年） - 鴨下永子 役
- おこげ（1992年）
- なぞの転校生（1998年） - 大谷先生 役

### テレビドラマ
- 火曜サスペンス劇場 引き裂かれた白衣（1986年）
- 銀河テレビ小説（NHK）
  - 独身送別会（1988年）- 絵那 役
- NEWジャングル 第7話「婦警の恋」（1988年） - 田代千絵（交通課婦警）役
- 長七郎江戸日記 スペシャル「長七郎、大奥まかり通る」（1989年） - しのぶ 役
- アイラブユーからはじめよう×××（1989年）
- 土曜ワイド劇場
  - 美人殺しシリーズ 第8作「人妻殺し」（1989年）
  - OL潜入！ニッポン風俗名（1989年）
  - 探偵・神津恭介の殺人推理 第11作「密室から消えた美女」（1992年） - 加納浩子 役
- ゴリラ・警視庁捜査第8班 第38話「シンデレラ・ガール」、第43話「再会」（1990年） - 原田麻里 役
- 奥能登心中行（1990年）
- 代表取締役刑事 第17話「若者のすべて」（1991年）
- あばれ八州御用旅 第1話「姫君抹殺指令！対決！白頭巾対黒爪根来衆」（1991年） - 森塚綾 役
- 長七郎江戸日記 第25話「ふたりの女」（1991年） - 早苗 役
- 転写美人（1991年）
- 世にも奇妙な物語 第1部「神様」（1991年）
- 徳川無頼帳 第1 - 10話（1992年） - 風 役
- 新幹線物語'93夏 第7話「覗かれた女の部屋」、第8話「蜜のような誘惑」（1993年）
- 水戸黄門 第22部 第29話「世継ぎを狙う毒の罠」（1993年） - お万の方 役
- 江戸の用心棒 第1話「汝懐妊われ覚えあり」（1994年）
- 名奉行 遠山の金さん 第1話「（秘）大奥女中謎の死」（1994年）
- はみだし刑事情熱系 PART5 第22話「3つの顔の女スリ!? 復讐の指先」（2001年）

### オリジナルビデオ
- ブラック・ジャック3 ふたりの黒い医者（1996年）

### ラジオ
- キッズライン - パーソナリティ

### CM
- サガミ(1991年)